# Centro Eastgate
El Centro Eastgate (en inglés: Eastgate Centre) es un centro comercial y edificio de oficinas en el centro de Harare, Zimbabue cuyo arquitecto es Mick Pearce. Diseñado para ser ventilado y refrigerado por medios totalmente naturales, fue probablemente el primer edificio en el mundo que utilizó refrigeración natural a este nivel de sofisticación. Abrió sus puertas en 1996 en la Avenida Robert Mugabe y la Calle Segunda, y ofrece 5600 m² de espacio comercial, 26 000 m² de espacio de oficinas y estacionamiento para 450 automóviles.